# Sromutka
Sromutka [pronunciación en polaco: /srɔˈmutka/] es un pueblo ubicado en el distrito administrativo de Gmina Zelów, dentro del Distrito de Bełchatów, Voivodato de Łódź, en Polonia central. Se encuentra aproximadamente a 4 kilómetros al sur de Zelów, a 12 kilómetros al noroeste de Serłchatów, y a 43 kilómetros al suroeste de la capital regional Łódź.